# フレームレス・レーション・ヒーター

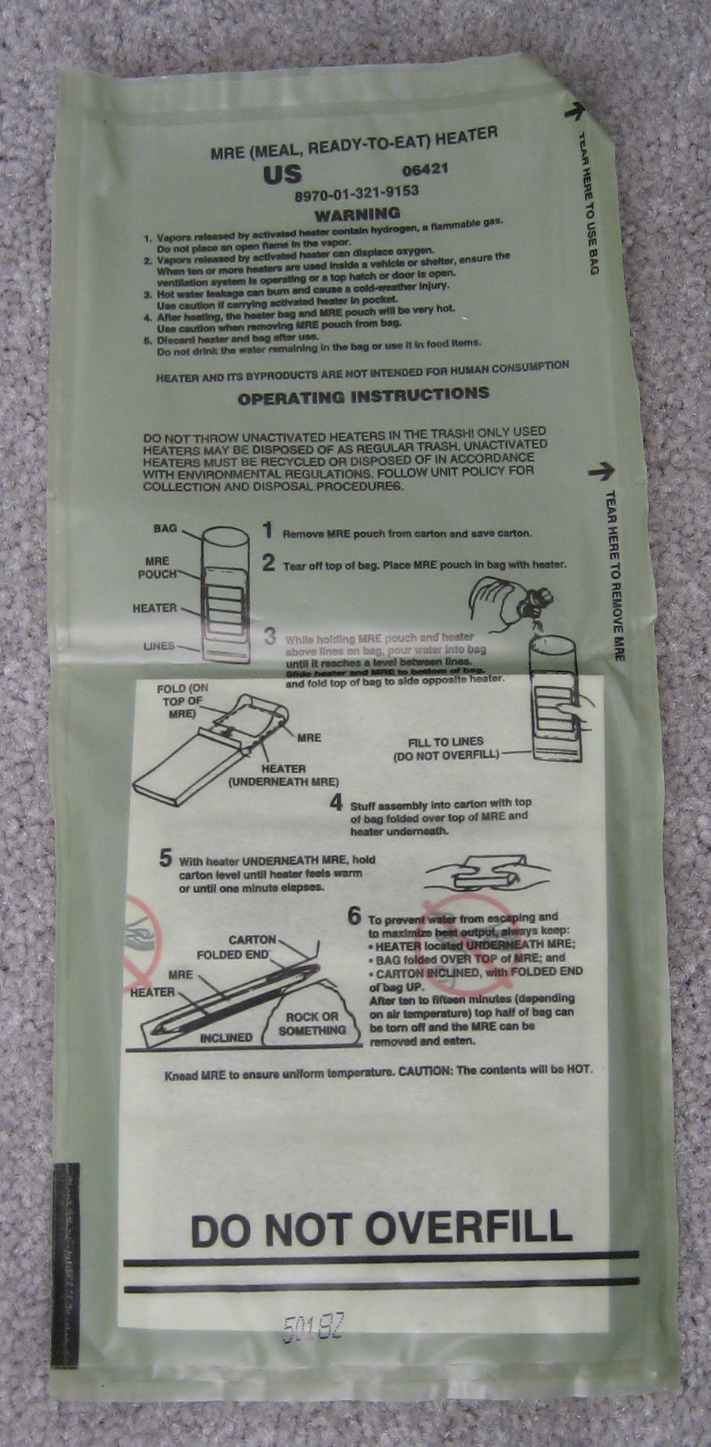
フレームレス・レーション・ヒーター

フレームレス・レーション・ヒーター(FRH)は、水によって加熱を開始する化学ヒーターであり、アメリカ軍のMREの食物を加熱するのに用いられる。アメリカ軍はヒーターの仕様として、12分で227グラムの料理の温度を56℃上げること、外から見える炎（フレーム = flame）を用いないことを要求した。
ヒーターは少量の鉄と混ぜられた粉末状のマグネシウム、及び食塩を含む。反応を開始させるために少量の水が加えられ、反応が進行すると水は沸騰する。

## 化学反応
酸化還元反応と呼ばれる電子の移動プロセスで、ヒーターは熱を発生させる。以下の化学反応に従い、水がマグネシウムを酸化させる。
Mg + 2H2O → Mg(OH)2 + H2 [+ 熱]
この反応は鉄が酸素によって錆びるのと同程度の速さで進行する。そのため、マグネシウムと水のみで反応して発生する熱は食料の加熱には少なすぎる。
反応を速めるため、開発者(アメリカ合衆国特許第 4,017,414号及びアメリカ合衆国特許第 4,264,362号も参照)は鉄粒子、食塩(NaCl)、マグネシウム粒子を混合した。
鉄とマグネシウムが食塩水のような電解液のなかで混ざり合うとき、ガルバニ電池となり、電気を発生させることができる。水がヒーターに加えられると、食塩が溶けることで電解液の食塩水となり、鉄とマグネシウムの粒子が小さな電池へと変わる。鉄とマグネシウムの粒子は接触しているため、数千もの小さな電池となり、素早く反応を起こし熱を発生させる。特許保有者はこのプロセスを「Supercorroding Galvanic Cells(超浸食ガルバニ電池)」と名付けた。
アメリカ合衆国特許第 5,611,329号は粉末状の鉄マグネシウム合金(質量の95パーセントがマグネシウム、5パーセントが鉄)を用いる。ヒーターは7.5グラムの合金と0.5グラムの食塩からなっている。30ミリリットルの水を加えるとすぐに、この混合物は230グラムの食料を10分で56℃上げることができる。すなわち、およそ80ワットで50キロジュールの熱を発する。

## 狭い場所での危険性
アメリカ合衆国運輸省(DOT)連邦航空局(FAA)はテストの末、「……これらのフレームレス・レーション・ヒーターから発生する水素ガスは旅客機に危険をもたらすのに十分な量である」とする結果を公表した。このテストは密封されていないフレームレス・ヒート・ポーチ、一袋の食塩水、スタイロフォーム製皿/トレー、電子レンジで調理/沸騰可能なボウルの中で密封された料理からなる、商業用の「ヒーター・ミール」として実行された。